# Poliske (huyện)
Huyện Poliske (tiếng Ukraina: Поліський район, chuyển tự: Poliskes’kyi raion) là một huyện của tỉnh Kiev thuộc Ukraina. Huyện Poliske có diện tích 1288 km², dân số theo điều tra dân số ngày 5 tháng 12 năm 2001 là 7567 người với mật độ 6 người/km2. Trung tâm huyện nằm ở Krasiatychi.